# Swedish Standards
Swedish Standards från 1997 är ett musikalbum med Jan Lundgren Trio. Skivan innehåller jazzversioner av svenska visor från olika tider. Albumet tilldelades OrkesterJournalens "Gyllene Skivan" för år 1997.

## Låtlista
1. Solen glimmar blank och trind (Carl Michael Bellman) – 5:56
2. Sommar, sommar, sommar (Sten Carlberg/Eric Sandström) – 3:10
3. Joachim uti Babylon (Carl Michael Bellman) – 7:05
4. Uti vår hage (trad) – 3:42
5. Visa vid vindens ängar (Mats Paulson) – 3:57
6. Min polare Per (Cornelis Vreeswijk) – 4:47
7. Waltz-a-Nova (Bengt Hallberg) – 4:45
8. Säg det med ett leende (Miguel Torres/Jokern) – 4:56
9. Min Blekingsbygd (Torsten Wall/Frithiof Strömmerstedt) – 7:04
10. Nu har jag fått den jag vill ha (Olle Adolphson) – 3:16

## Medverkande
- Jan Lundgren – piano
- Mattias Svensson – bas
- Rasmus Kihlberg – trummor

## Listplaceringar
| Lista (1997) | Topplacering |
| ------------ | ------------ |
| Sverige      | 37           |